# Tremeirchion
Tremeirchion est un village et une communauté du Denbighshire, au pays de Galles.
Il est situé dans le nord du comté, à l'est de la cité de St Asaph.

## Démographie
Au recensement de 2011, la communauté de Tremeirchion, qui comprend aussi le village de Rhuallt (en), comptait 703 habitants.